# Az év kapusa a Serie A-ban
Az év kapusa a Serie A-ban díjat minden évben az „Oscar del calcio” rendezvényen osztja ki az Olasz labdarúgó-szövetség az olasz labdarúgó-bajnokság legjobb játékosának.

## Eddigi díjazottak
| Év   | Labdarúgó        | Klub           |
| ---- | ---------------- | -------------- |
| 2019 | Samir Handanović | Internazionale |
| 2018 | Alisson Becker   | Roma           |
| 2017 | Gianluigi Buffon | Juventus       |
| 2016 | Gianluigi Buffon | Juventus       |
| 2015 | Gianluigi Buffon | Juventus       |
| 2014 | Gianluigi Buffon | Juventus       |
| 2013 | Samir Handanović | Internazionale |
| 2012 | Gianluigi Buffon | Juventus       |
| 2011 | Samir Handanović | Udinese        |
| 2010 | Júlio César      | Internazionale |
| 2009 | Júlio César      | Internazionale |
| 2008 | Gianluigi Buffon | Juventus       |
| 2007 | Angelo Peruzzi   | Lazio          |
| 2006 | Gianluigi Buffon | Juventus       |
| 2005 | Gianluigi Buffon | Juventus       |
| 2004 | Gianluigi Buffon | Juventus       |
| 2003 | Gianluigi Buffon | Juventus       |
| 2002 | Gianluigi Buffon | Juventus       |
| 2001 | Gianluigi Buffon | Parma          |
| 2000 | Francesco Toldo  | Fiorentina     |
| 1999 | Gianluigi Buffon | Parma          |
| 1998 | Angelo Peruzzi   | Juventus       |
| 1997 | Angelo Peruzzi   | Juventus       |

## Fordítás
Ez a szócikk részben vagy egészben  a   Serie_A_Goalkeeper_of_the_Year című angol Wikipédia-szócikk fordításán alapul.  Az eredeti cikk szerkesztőit annak laptörténete sorolja fel. Ez a jelzés csupán a megfogalmazás eredetét és a szerzői jogokat jelzi, nem szolgál a cikkben szereplő információk forrásmegjelöléseként.